# Municipio Ensenada
Koordinaten: 30° 0′ N, 115° 30′ W
Ensenada ist das flächenmäßig größte municipio in Baja California und in Mexiko. Bei einer Fläche von 53.200 km² belief sich die Einwohnerzahl des Municipios beim Zensus 2010 auf 466.814 Einwohner. Verwaltungssitz und mit 280.000 Einwohnern größte Stadt des Municipios ist das gleichnamige Ensenada. Das Municipio ist weiter untergliedert in 23 delegaciones und eine subdelegación.

## Geographie
Das Gemeindegebiet umfasst den Großteil der nördlichen Hälfte der Halbinsel Niederkalifornien zuzüglich einiger Inseln wie die Isla de Cedros und Guadalupe. Höchster Punkt des Municipios ist der Picacho del Diablo mit 3096 m. 99 % der Gemeindefläche werden zur physiographischen Provinz der Halbinsel Niederkalifornien gezählt, ein Prozent zu den Ebenen von Sonora. Geologisch setzt sich das Municipio zu je gut 25 % aus Intrusivgestein und Extrusivgestein, zu gut 20 % aus Sedimentgestein, zu 13 % aus Alluvionen und zu knapp 10 % aus Metamorphit zusammen. Vorherrschende Bodentypen sind der Leptosol (51 %) und der Regosol (25 %). Mehr als 90 % der Fläche des Municipios werden von Gestrüpplandschaft eingenommen, etwa vier Prozent dienen der Landwirtschaft, gut zwei Prozent sind bewaldet.
Das Municipio Ensenada grenzt im Norden an die Municipios Playas de Rosarito, Tijuana, Tecate und Mexicali, im Osten an den Golf von Kalifornien, im Süden an den Bundesstaat Baja California Sur und im Westen an den Pazifik.

## Bevölkerung
Die Gemeinde zählt laut Zensus 2010 etwa 467.000 Einwohner in etwa 129.000 Wohneinheiten. Davon wurden 23.762 Personen als Sprecher einer indigenen Sprache registriert, darunter etwa 13.000 Sprecher des Mixtekischen und gut 3.000 Sprecher des Zapotekischen. Etwa 4,7 % der Bevölkerung waren Analphabeten. 206.680 Einwohner wurden als Erwerbspersonen registriert, wovon ca. 63 % Männer bzw. 3,8 % arbeitslos waren. 5,7 % der Bevölkerung lebten in extremer Armut.

## Gliederung
Municipio de Ensenada gliedert sich neben der Gemeindehauptstadt Ensenada in 16 delegaciones:
- 0.	Ensenada (Cabecera Municipal)
- 1.	La Misión
- 2.	El Porvenir
- 3.	Francisco Zarco
- 4.	San Antonio de las Minas
- 5.	El Sauzal
- 6.	Real del Castillo
- 7.	Maneadero
- 8.	San Tomás
- 9.	Eréndira
- 10.	San Vicente
- 11.	Valle de la Trinidad
- 12.	Colonet
- 13.	Isla de Cedros
- 14.	Sector Centro
- 15.	Sector Noroeste
- 16.	Chapultepec

| \| Nr. \| Delegación \| Fläche[2] \| Bevölkerung 1995-11-05[2] \| Dichte \| \| --- \| ----------------------- \| --------- \| ------------------------- \| ------ \| \| \| Ciudad de Ensenada \| 325,00 \| 192550 \| 592,46 \| \| 1 \| La Misión de San Miguel \| 171,92 \| 733 \| 4,26 \| \| 2 \| El Porvenir \| 184,19 \| 1434 \| 7,78 \| \| 3 \| Francisco Zarco \| 597,90 \| 3189 \| 5,30 \| \| 4 \| Real del Castillo \| 3985,18 \| 1141 \| 0,18 \| \| 5 \| El Sauzal \| 205,72 \| 7278 \| 35,38 \| \| 6 \| ... \| ... \| ... \| ... \| \| \| Municipio Ensenada \| ... \| \| \| |                         |         |                        |        |
| Nr. | Delegación              | Fläche  | Bevölkerung 1995-11-05 | Dichte |
| | Ciudad de Ensenada      | 325,00  | 192550                 | 592,46 |
| 1 | La Misión de San Miguel | 171,92  | 733                    | 4,26   |
| 2 | El Porvenir             | 184,19  | 1434                   | 7,78   |
| 3 | Francisco Zarco         | 597,90  | 3189                   | 5,30   |
| 4 | Real del Castillo       | 3985,18 | 1141                   | 0,18   |
| 5 | El Sauzal               | 205,72  | 7278                   | 35,38  |
| 6 | ...                     | ...     | ...                    | ...    |
| | Municipio Ensenada      | ...     |                        |        |

## Orte
Das Municipio Ensenada umfasst 1709 bewohnte localidades, von denen 19 vom INEGI als urban klassifiziert sind. Acht Orte wiesen beim Zensus 2010 eine Einwohnerzahl von über 5000 auf, weitere dreißig Orte hatten zumindest 1000 Einwohner, beinahe 1600 Orte weniger als 100 Einwohner. Die größten Orte sind:
| Ort                                    | Einwohner |
| Ensenada                               | 279.765   |
| Rodolfo Sánchez Taboada (Maneadero)    | 022.957   |
| Lázaro Cárdenas                        | 016.294   |
| Vicente Guerrero                       | 011.455   |
| El Sauzal de Rodríguez                 | 008.832   |
| Camalú                                 | 008.621   |
| Benito García (El Zorrillo)            | 006.598   |
| Emiliano Zapata                        | 005.756   |
| San Quintín                            | 004.777   |
| San Vicente                            | 004.362   |
| Colonia Lomas de San Ramón (Triquis)   | 003.805   |
| Real del Castillo Nuevo (Ojos Negros)  | 003.533   |
| Ejido Papalote                         | 003.413   |
| Lázaro Cárdenas (Valle de la Trinidad) | 003.366   |
| Ejido México (Punta Colonet)           | 003.278   |
| Colonia Nueva Era                      | 003.256   |
| Rancho Verde                           | 002.758   |
| Francisco Zarco (Valle de Guadalupe)   | 002.664   |
| Santa Fe                               | 002.632   |
| Luis Rodríguez (El Vergel)             | 002.281   |